# Монтевідео: Божественне бачення
«Монтевідео: Божественне бачення» — сербська стрічка, яка була висунута на здобуття премії «Оскар» у категорії «Найкращий фільм іноземною мовою», але не потрапила в остаточний список.

## Сюжет
Белград. Близько 1930 року. Футболіст Тірке, який виховувся без батька, бо той загинув у Першій світовій війні, з дитинства мріяв бути футболістом. Він почав грати в місцевій команді, де потоваришував з одним з найкращим гравцем і плейбоєм Мошею. Національна футбольна федерація Югославії отримує запрошення взяти участь у першому чемпіонаті. Мета стати частиної команди ще більше об'єднує футболістів і товариші стають членами збірної, яка їде на чемпіонат.

## У ролях
| Актор            | Роль                       |
| ---------------- | -------------------------- |
| Милош Бикович    | Александар Тирнанич        |
| Петар Стругар    | Благоє Мар'янович          |
| Ніна Янкович     | Валерія                    |
| Даніна Єфтич     | Роза                       |
| Воїн Четкович    | Михайло Андреєвич          |
| Нікола Джуричко  | Живкович                   |
| Виктор Савич     | Милутин Івкович            |
| Бранімир Брстина | Богдан Брица               |
| Небойша Ілич     | Бошко Симонович            |
| Срджан Тодорович | Бора Йованович             |
| Милутин Караджич | Райко                      |
| Браніслав Лечич  | Олександр I Карагеоргієвич |
| Ненад Херакович  | Драгослав Михайлович       |
| Боян Кривокапич  | Момчило Джокич             |
| Урос Йовчич      | Джордже Вуядинович         |
| Мілан Никитович  | Бранислав Секулич          |

## Знімальна група
- Кінорежисер — Драган Бєлогрлич
- Сценаристи — Ранко Бозич, Срджан Драгоєвич
- Кінопродюсер — Дежан Петрович
- Композитор — Magnifico
- Кінооператор — Горан Воларевич
- Кіномонтаж — Марко Глушак
- Художник-постановник — Неманя Петрович
- Артдиректор — Драган Совілж
- Художник з костюмів — Драгіца Лаусевич, Драгіца Павлович[3].

## Сприйняття

### Критика
Фільм отримав схвальні відгуки. На сайті Rotten Tomatoes оцінка стрічки становить 81 % на основі 254 відгуків від критиків (середня оцінка 4,0/5). Фільму зарахований «попкорн» від глядачів, Internet Movie Database — 8,3/10 (9 852 голоси).

### Номінації та нагороди
| Нагороди та номінації фільму «Монтевідео: Божественне бачення» | Нагороди та номінації фільму «Монтевідео: Божественне бачення» | Нагороди та номінації фільму «Монтевідео: Божественне бачення» | Нагороди та номінації фільму «Монтевідео: Божественне бачення» | Нагороди та номінації фільму «Монтевідео: Божественне бачення» | Нагороди та номінації фільму «Монтевідео: Божественне бачення» |
| Рік                                                            | Кінофестиваль/кінопремія                                       | Категорія/нагорода                                             | Номінант                                                       | Результат                                                      |                                                                |
| -------------------------------------------------------------- | -------------------------------------------------------------- | -------------------------------------------------------------- | -------------------------------------------------------------- | -------------------------------------------------------------- | -------------------------------------------------------------- |
| 2011                                                           | Московський міжнародний кінофестиваль                          | Нагорода глядачів                                              | Драган Бєлогрлич                                               | Перемога                                                       |                                                                |
| 2011                                                           | Московський міжнародний кінофестиваль                          | «Золотий Святий Георгій»                                       | Драган Бєлогрлич                                               | Номінація                                                      |                                                                |
| 2011                                                           | Міжнародний кінофестиваль у Сан-Паулу                          | Найкращий фільм                                                | Драган Бєлогрлич                                               | Номінація                                                      |                                                                |